# تنظيف بين الأسنان
تنظيف بين الأسنان (بالإنجليزية: Interdental cleaning) أو تنظيف بين السطحين لسنّين متجاورين (بالإنجليزية: Interproximal cleaning) هو جزء من صحة الفم إذ يكون الهدف هو تنظيف المناطق الموجودة بين الأسنان، والمعروفة باسم الأسطح المتجاورة من الأسنان. وذلك لإزالة اللويحات السنية من المناطق التي لا تستطيع فرشاة الأسنان الوصول إليها. الهدف النهائي للتنظيف بين الأسنان هو منع تطور التسوس بين الأسنان والتهاب دواعم السن. أُثبت أن الاستعمال المشترك لفرشاة الأسنان، وأجهزة التنظيف الميكانيكية واليدوية بين الأسنان يُقلل من انتشار التسوس وأمراض اللثة.

## الخيط

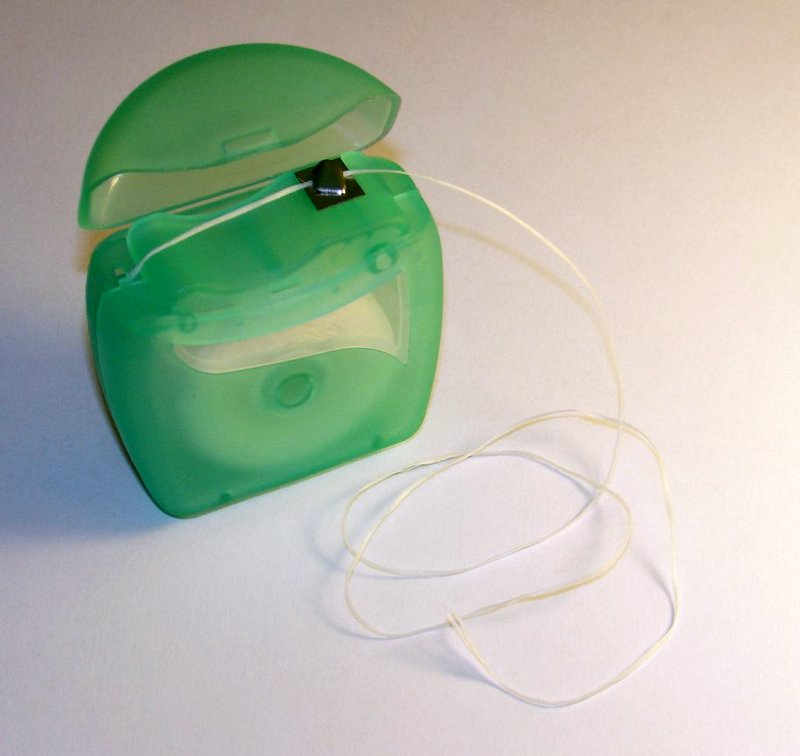
خيط تنظيف الاسنان.

الخيط هو أحد أكثر المنظفات استخدامًا بين الأسنان. وهو مصنوع تقليديًا من النايلون المشمع وملفوف في صندوق بلاستيكي. نظرًا لأن الخيط السني قادر على إزالة بعض اللويحات الدانية، فإن استخدام الخيط السني بشكل منتظم ومتكرر سيقلل من مخاطر تسوس الأسنان الداني وأمراض اللثة. عُثرَ مؤخرًا على نتائج مستوى عالٍ من التحليل التلوي للأدلة أن الخيط قد لا يكون الطريقة الأكثر فعالية للتنظيف بين الأسنان، على نقيض الاعتقاد الشائع في ذلك الوقت. خاصةً بالنسبة للأفراد الذين يفتقرون إلى البراعة أو الامتثال، فقد وُجد أن أجهزة ري الفم (واتر جيت الأسنان)، والفرش بين الأسنان أكثر فعالية من استخدام خيط الأسنان.

## فرشاة بين الأسنان

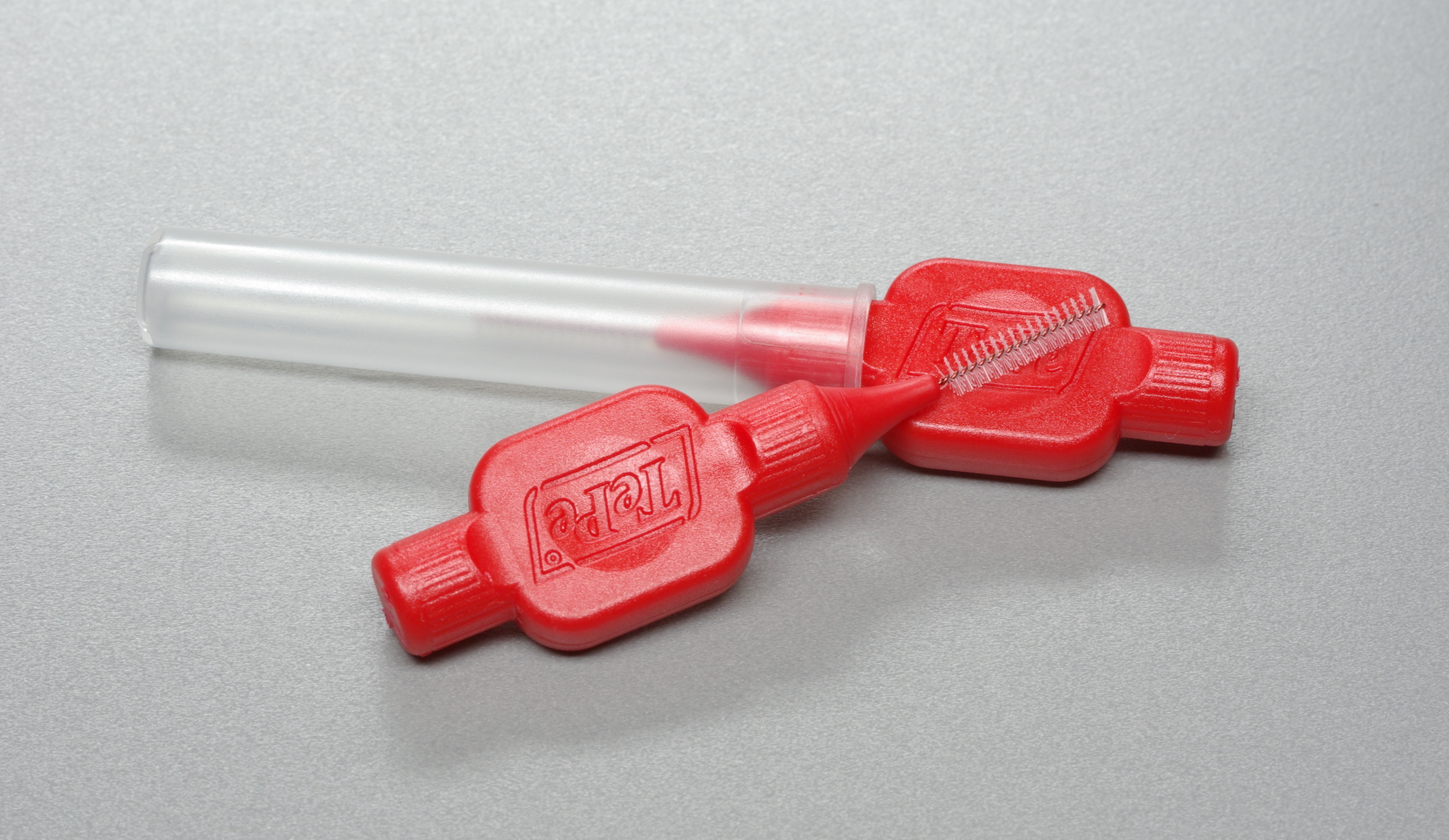
فرش بين الأسنان.

تتألف الفرش بين الأسنان عادةً من قلب سلك معدني مركزي مع خيوط نايلون ناعمة ملتوية حولها، وهي متوفرة بأحجام متنوعة لتتوافق مع المساحات المختلفة بين الأسنان. يمكن اختيار عوامل معينة مثل المادة والهندسة وحجم الفرشاة لتحسين الكفاءة والفعالية:
- المادة: قد يكون السلك المعدني حساسًا لبعض المرضى، وبالتالي قد يُفضل المطاط.
- الهندسة: تُعتبر الفرش المستقيمة بين الأسنان أكثر فعالية مقارنًة بفرش إزالة البلاك بين الأسنان ذات الزوايا.
- الحجم: يختلف حسب الفراغ بين أسنان الفرد. قد يؤدي عدم استخدام الحجم المناسب إلى الافتقار إلى كفاءة معونة التنظيف بين الأسنان.[6]

## جهاز ري الفم

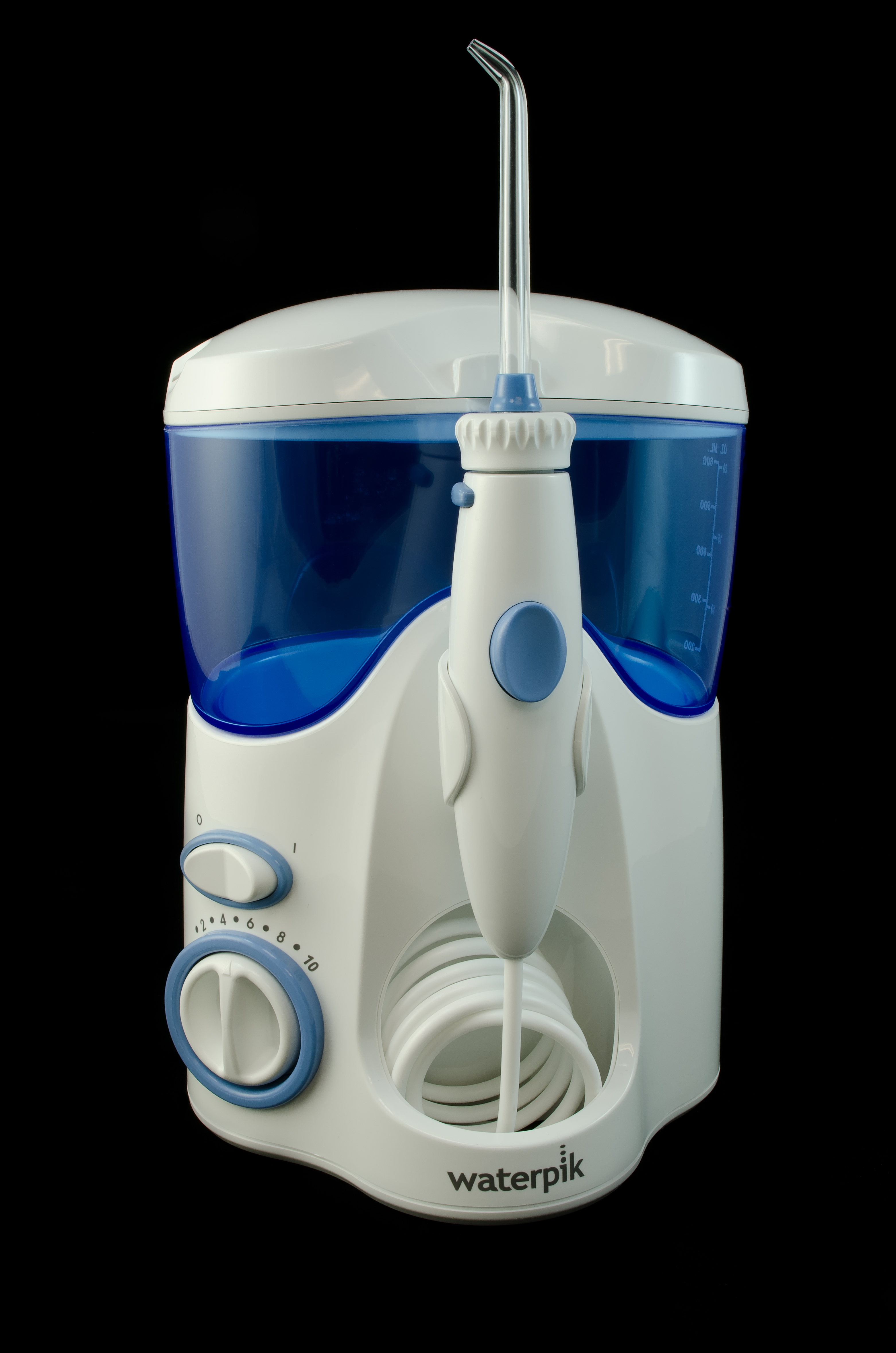
واتر بيك (خيط تنظيف الأسنان المائي)

تُعتبر أجهزة الري الفموية (وتسمى أيضًا خيط تنظيف الأسنان المائي) من الأدوات الميكانيكية الشائعة المستعملة في التنظيف بين الأسنان. يستخدم مزيجًا من النبض والضغط الذي يسهله من خلال الماء أو الهواء لإزالة البقايا والبكتيريا فوق اللثة وتحتها. عند استخدامها مع فرشاة الأسنان، فإنها تقلل من التهاب اللثة عبر إزالة البلاك الملتصق بشكل ضعيف. وأيضًا إنَّه مفيد للمحافظة على زراعة الأسنان حيث يكون هناك نزيف أقل حول الغرسات عند استخدام أجهزة الري الفموية مقارنة بخيط تنظيف الأسنان.

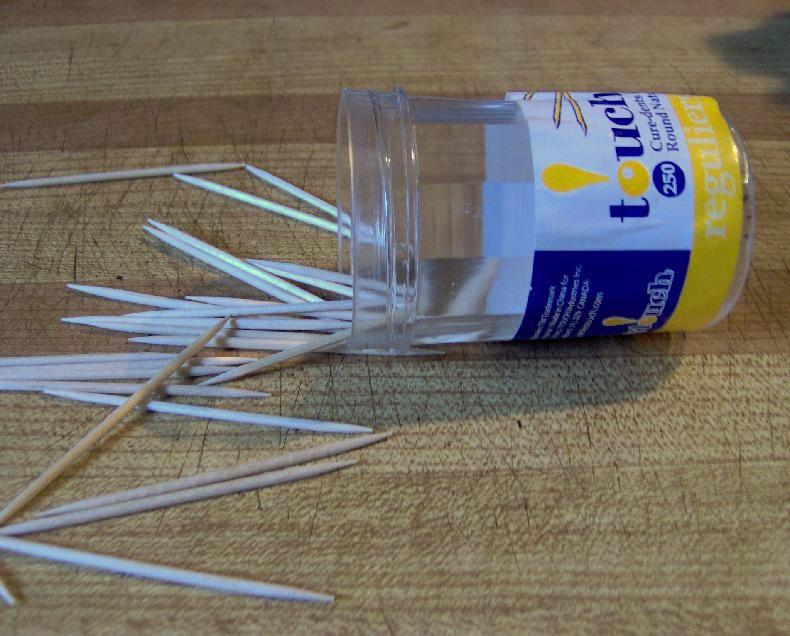
عود تخليل أسنان.

## عود تخليل أسنان
عود التخليل عبارة عن أعواد رفيعة مصنوعة من مواد مختلفة يُدخل في الفراغ بين الأسنان للتنظيف. مع أنَّ يوجد تاريخ طويل من الاستخدام يعود تاريخه منذ 1.8 مليون سنة، يوصي أطباء الأسنان عمومًا بعدم استخدامها بسبب خطر التسبب في تلف ميكانيكي للثة والميناء وجذور السن.